# 임동섭
임동섭(1990년 8월 29일 ~ )은 KBL창원 LG 세이커스 소속의 농구 선수이다. 2012년 KBL 드래프트에서 전체 2순위로 서울 삼성 썬더스에 지명되었다.

## 서울 삼성 썬더스시절
삼성에서는 귀한 슈터 자원이며, 2015-2016시즌부터 팀의 주축으로 활약하기 시작하였다.

## 상무 농구단시절
2016-2017시즌이 끝난 후 상무에 지원하여, 합격하였다. 입대일은 2017년 5월 8일이며, 제대일은 2019년 1월 29일이다.

## 출신학교
- 동산초등학교
- 배재중학교
- 홍익대학교 사범대학 부속고등학교
- 중앙대학교